# Normandin
Normandin – miasto w Kanadzie, w prowincji Quebec, w regionie Saguenay–Lac-Saint-Jean i MRC Maria-Chapdelaine. Pierwsi osadnicy pojawili się tu w 1878 roku, ale status miasta Normandin uzyskało dopiero w marcu 1979 roku.
Liczba mieszkańców Normandin wynosi 3 220. Język francuski jest językiem ojczystym dla 99,2%, angielski dla 0% mieszkańców (2006).